# Гербы Ставропольского края
Список гербов муниципальных образований Ставропольского края Российской Федерации.
На 1 января 2012 года в Ставропольском крае насчитывалось 330 муниципальных образований — 8 городских округов, 26 муниципальных районов, 15 городских поселений и 281 сельское поселение.

## Гербы городских округов и городских поселений Ставропольского края
| Город             | Год придания статуса города | Герб в Российской империи | Герб в СССР | Герб в РФ |
| ----------------- | --------------------------- | ------------------------- | ----------- | --------- |
| Благодарный       | 1971                        |                           |             |           |
| Будённовск        | 1799                        |                           |             |           |
| Георгиевск        | 1786                        |                           |             |           |
| Ессентуки         | 1917                        |                           |             |           |
| Железноводск      | 1917                        |                           |             |           |
| Зеленокумск       | 1965                        |                           |             |           |
| Ипатово           | 1979                        |                           |             |           |
| Изобильный        | 1965                        |                           |             |           |
| Кисловодск        | 1903                        |                           |             |           |
| Лермонтов         | 1956                        |                           |             |           |
| Минеральные Воды  | 1922                        |                           |             |           |
| Михайловск        | 1999                        |                           |             |           |
| Нефтекумск        | 1968                        |                           |             |           |
| Невинномысск      | 1939                        |                           |             |           |
| Новоалександровск | 1971                        |                           |             |           |
| Новопавловск      | 1981                        |                           |             |           |
| Пятигорск         | 1830                        |                           |             |           |
| Рыздвяный         | 1960 (ПГТ)                  |                           |             |           |
| Ставрополь        | 1785                        |                           |             |           |
| Светлоград        | 1965                        |                           |             |           |
| Солнечнодольск    | 1973 (ПГТ)                  |                           |             |           |

## Гербы муниципальных районов Ставропольского края
| Район                     | Герб |
| ------------------------- | ---- |
| Александровский район     |      |
| Андроповский район        |      |
| Апанасенковский район     |      |
| Арзгирский район          |      |
| Благодарненский район     |      |
| Будённовский район        |      |
| Георгиевский район        |      |
| Грачёвский район          |      |
| Изобильненский район      |      |
| Ипатовский район          |      |
| Кировский район           |      |
| Кочубеевский район        |      |
| Красногвардейский район   |      |
| Курский район             |      |
| Левокумский район         |      |
| Минераловодский район     |      |
| Нефтекумский район        |      |
| Новоалександровский район |      |
| Новоселицкий район        |      |
| Петровский район          |      |
| Предгорный район          |      |
| Советский район           |      |
| Степновский район         |      |
| Труновский район          |      |
| Туркменский район         |      |
| Шпаковский район          |      |

## Гербы сельских поселений
| Сельское поселение            | Муниципальный район   | Герб |
| ----------------------------- | --------------------- | ---- |
| Александровский сельсовет     | Александровский район |      |
| Село Грушевское               | Александровский район |      |
| Калиновский сельсовет         | Александровский район |      |
| Круглолесский сельсовет       | Александровский район |      |
| Новокавказский сельсовет      | Александровский район |      |
| Саблинский сельсовет          | Александровский район |      |
| Село Северное                 | Александровский район |      |
| Средненский сельсовет         | Александровский район |      |
| Станица Воровсколесская       | Андроповский район    |      |
| Казинский сельсовет           | Андроповский район    |      |
| Красноярский сельсовет        | Андроповский район    |      |
| Село Крымгиреевское           | Андроповский район    |      |
| Курсавский сельсовет          | Андроповский район    |      |
| Куршавский сельсовет          | Андроповский район    |      |
| Новоянкульский сельсовет      | Андроповский район    |      |
| Солуно-Дмитриевский сельсовет | Андроповский район    |      |
| Село Султан                   | Андроповский район    |      |
| Янкульский сельсовет          | Андроповский район    |      |
| Айгурский сельсовет           | Апанасенковский район |      |
| Село Апанасенковское          | Апанасенковский район |      |
| Село Белые Копани             | Апанасенковский район |      |
| Село Воздвиженское            | Апанасенковский район |      |
| Село Вознесеновское           | Апанасенковский район |      |
| Дербетовский сельсовет        | Апанасенковский район |      |
| Село Дивное                   | Апанасенковский район |      |
| Село Киевка                   | Апанасенковский район |      |
| Село Малая Джалга             | Апанасенковский район |      |
| Село Манычское                | Апанасенковский район |      |
| Село Рагули                   | Апанасенковский район |      |
| Арзгирский сельсовет          | Арзгирский район      |      |
| Село Каменная Балка           | Арзгирский район      |      |
| Новоромановский сельсовет     | Арзгирский район      |      |
| Село Петропавловское          | Арзгирский район      |      |
| Село Родниковское             | Арзгирский район      |      |
| Село Садовое                  | Арзгирский район      |      |
| Село Серафимовское            | Арзгирский район      |      |
| Чограйский сельсовет          | Арзгирский район      |      |
| Александрийский сельсовет     | Благодарненский район |      |
| Село Алексеевское             | Благодарненский район |      |
| Хутор Большевик               | Благодарненский район |      |
| Село Бурлацкое                | Благодарненский район |      |
| Село Елизаветинское           | Благодарненский район |      |
| Каменнобалковский сельсовет   | Благодарненский район |      |
| Красноключевский сельсовет    | Благодарненский район |      |
| Село Мирное                   | Благодарненский район |      |
| Село Сотниковское             | Благодарненский район |      |
| Село Спасское                 | Благодарненский район |      |
| Ставропольский сельсовет      | Благодарненский район |      |
| Село Шишкино                  | Благодарненский район |      |
| Аул Эдельбай                  | Благодарненский район |      |
| Село Архангельское            | Будённовский район    |      |
| Архиповский сельсовет         | Будённовский район    |      |
| Искровский сельсовет          | Будённовский район    |      |
| Краснооктябрьский сельсовет   | Будённовский район    |      |
| Новожизненский сельсовет      | Будённовский район    |      |
| Орловский сельсовет           | Будённовский район    |      |
| Покойненский сельсовет        | Будённовский район    |      |
| Село Прасковея                | Будённовский район    |      |
| Преображенский сельсовет      | Будённовский район    |      |
| Стародубский сельсовет        | Будённовский район    |      |
| Терский сельсовет             | Будённовский район    |      |
| Село Толстово-Васюковское     | Будённовский район    |      |
| Томузловский сельсовет        | Будённовский район    |      |
| Александрийский сельсовет     | Георгиевский район    |      |
| Балковский сельсовет          | Георгиевский район    |      |
| Станица Георгиевская          | Георгиевский район    |      |
| Село Краснокумское            | Георгиевский район    |      |
| Крутоярский сельсовет         | Георгиевский район    |      |
| Станица Лысогорская           | Георгиевский район    |      |
| Незлобненский сельсовет       | Георгиевский район    |      |
| Посёлок Новый                 | Георгиевский район    |      |
| Село Новозаведенное           | Георгиевский район    |      |
| Село Обильное                 | Георгиевский район    |      |
| Станица Подгорная             | Георгиевский район    |      |
| Ульяновский сельсовет         | Георгиевский район    |      |
| Урухский сельсовет            | Георгиевский район    |      |
| Шаумяновский сельсовет        | Георгиевский район    |      |
| Село Бешпагир                 | Грачёвский район      |      |
| Грачевский сельсовет          | Грачёвский район      |      |
| Красный сельсовет             | Грачёвский район      |      |
| Кугультинский сельсовет       | Грачёвский район      |      |
| Сергиевский сельсовет         | Грачёвский район      |      |
| Спицевский сельсовет          | Грачёвский район      |      |
| Старомарьевский сельсовет     | Грачёвский район      |      |
| Село Тугулук                  | Грачёвский район      |      |
| Село Левокумское              | Левокумский район     |      |
| Станица Бекешевская           | Предгорный район      |      |
| Станица Боргустанская         | Предгорный район      |      |
| Винсадский сельсовет          | Предгорный район      |      |
| Ессентукская                  | Предгорный район      |      |
| Посёлок Мирный                | Предгорный район      |      |
| Нежинский сельсовет           | Предгорный район      |      |
| Новоблагодарненский сельсовет | Предгорный район      |      |
| Подкумский сельсовет          | Предгорный район      |      |
| Пригородный сельсовет         | Предгорный район      |      |
| Пятигорский сельсовет         | Предгорный район      |      |
| Суворовский сельсовет         | Предгорный район      |      |
| Тельмановский сельсовет       | Предгорный район      |      |
| Этокский сельсовет            | Предгорный район      |      |
| Юцкий сельсовет               | Предгорный район      |      |
| Яснополянский сельсовет       | Предгорный район      |      |
| Степновский сельсовет         | Степновский район     |      |
| Безопасненский сельсовет      | Труновский район      |      |
| Донской сельсовет             | Труновский район      |      |
| Кировский сельсовет           | Труновский район      |      |
| Село Новая Кугульта           | Труновский район      |      |
| Село Подлесное                | Труновский район      |      |
| Труновский сельсовет          | Труновский район      |      |
| Верхнерусский сельсовет       | Шпаковский район      |      |
| Дёминский сельсовет           | Шпаковский район      |      |
| Дубовский сельсовет           | Шпаковский район      |      |
| Казинский сельсовет           | Шпаковский район      |      |
| Надеждинский сельсовет        | Шпаковский район      |      |
| Станица Новомарьевская        | Шпаковский район      |      |
| Пелагиадский сельсовет        | Шпаковский район      |      |
| Сенгилеевский сельсовет       | Шпаковский район      |      |
| Татарский сельсовет           | Шпаковский район      |      |
| Темнолесский сельсовет        | Шпаковский район      |      |
| Цимлянский сельсовет          | Шпаковский район      |      |